# Sei libri
Nel diritto islamico sunnita i Sei libri (in arabo ﺍﻟﻜﺘﺐ الستة‎? al-Kutub al-sitta) sono le principali opere di tradizioni storico-giuridiche (ḥadīth) registrate da musulmani; per importanza subito dopo il Corano, il Testo Sacro dell'Islam, questi libri ne integrano la sharīʿa. Essi sono:
1. Sahih Bukhari, composto da Imam Bukhārī
2. Sahih Muslim, composto da Muslim ibn al-Hajjaj
3. Sunan al-Sughra, composto da al-Nasa'i
4. Sunan Abu Dawood, composto da Abu Dawud al-Sijistani
5. Sahih al-Tirmidhi, composto da al-Tirmidhī
6. Sunan ibn Majah, composto da Ibn Maja

Una rilevanza maggiore è riconosciuta alle prime due opere, ambedue chiamate al-Jāmiʿ al-ṣaḥīḥ ("La sana raccolta", "La corretta raccolta"), tanto da essere ricordate con il duale arabo Ṣaḥīḥānī (I due Ṣaḥīḥ); come pure i loro autori: al-Shaykhānī (I due sceicchi).
L'ordine di importanza delle altre opere può variare tra le scuole.

## Confronto con altre raccolte
Gli sciiti aggiungono altre opere di ḥadīth (i Quattro libri), fra cui quelle di Abū Jaʿfar Muḥammad b. Yaʿqūb al-Kulaynī, di al-Bābūya al-Qummī o di Abū Jaʿfar Muḥammad b. al-Ḥasan al-Ṭūsī.
Vi sono anche raccolte di ḥadīth, cosiddetti "qudsī" (sacri), in cui il Profeta riferisce parole di Allah che non furono raccolte nel Corano.
Esistono poi le "sīra" (vita), ovvero raccolte di ḥadīth ordinati cronologicamente per descrivere la vita di Maometto.
Esiste tuttavia una Sunna di minore rilievo, attribuita ai suoi Sahaba e ai suoi seguaci.

## Traduzioni italiane
- Al-Bukhari, Detti e fatti del profeta dell'islam, a cura di V. Vacca, S. Noja, M. Vallaro, UTET, Torino 2003 (prima edizione 1982)
- Al-Nawawi, Il giardino dei devoti. Detti e fatti del profeta, a cura di A. Scarabel, SITI, Trieste 1990
- Ṭabarī, Vita di Maometto, a cura di S. Noja, Rizzoli 1985